# Sebastian Bachmann (Fechter)

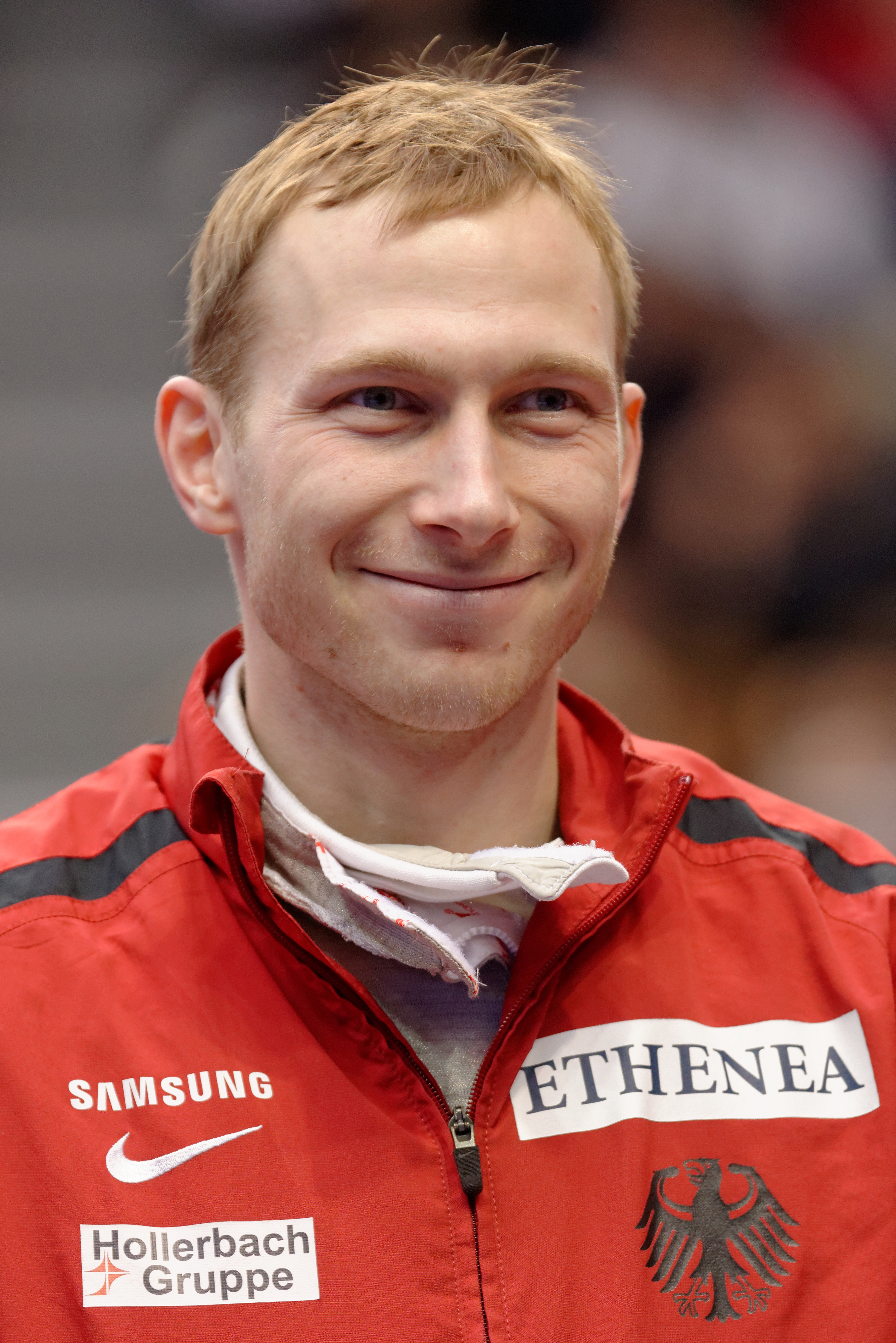
Bachmann beim Herrenflorett-Weltcup-Turnier 2015 in Paris

Sebastian Bachmann (* 24. November 1986 in Bad Mergentheim) ist ein deutscher Florettfechter. Er ist fünffacher deutscher Meister.

## Erfolge
Bachmann war 2005 und 2006 Deutscher Juniorenmeister. 2004 gewann er mit seiner Equipe die Mannschaftswertung bei den Junioreneuropameisterschaften, 2005 gehörte er der zweitplatzierten Equipe bei den Juniorenweltmeisterschaften an. 2008 war er Zweiter bei den U23-Europameisterschaften. 2009 erhielt er mit der Mannschaft Bronze bei den Europameisterschaften und Silber bei den Weltmeisterschaften. 2011 gewann er Mannschaftsbronze bei den Weltmeisterschaften. Seine beste Platzierung in der Einzelwertung war der sechste Platz bei den Europameisterschaften 2011.
2012 gewann er bei den Europameisterschaften in Legnano im Gefecht um Bronze gegen die russische Mannschaft. Ebenfalls mit der Mannschaft gewann er bei den Olympischen Spielen 2012 Bronze gegen das USA-Team, nachdem die deutsche Mannschaft im Halbfinale knapp 40:41 der japanischen nach umstrittenen Kampfrichterentscheidungen unterlag.
2013 wurde er in Zagreb Mannschaftseuropameister.
Bachmann focht bis zum 30. Juni 2008 für den Fecht-Club Tauberbischofsheim, danach startete er für den OFC Bonn. Seit Ende 2012 trainiert er wieder in Tauberbischofsheim. Von 2006 bis 2008, 2012 und 2013 war er mit seinem jeweiligen Verein Deutscher Mannschaftsmeister.
Bei den Fechteuropameisterschaften 2015 in Montreux konnte Bachmann mit der deutschen Florettmannschaft die Bronzemedaille gewinnen.
Bachmann ist Sportsoldat (Oberfeldwebel in der Sportfördergruppe der Bundeswehr in Köln). Er studierte zuerst Wirtschaftsinformatik an der Fachhochschule Köln und ist zum Wintersemester 2013/14 an die Hochschule Bonn-Rhein-Sieg gewechselt.